# Mangonneau
Le terme mangonneau (dérivé du mot gréco-latin manganon, qui signifie « machine de guerre »,) désigne un engin militaire offensif à contrepoids fixe de l'époque médiévale, un engin de siège utilisé pour lancer des projectiles contre les murs des châteaux forts, très proche du trébuchet.
Le trébuchet, par son mouvement brusque, saccadé, était efficace pour lancer les projectiles par-dessus de hautes murailles, avec une grande précision sur des combles, mais il ne pouvait faire décrire au projectile une parabole très allongée se rapprochant de la ligne horizontale. Le tir du mangonneau pouvait se régler beaucoup mieux en hauteur et en distance que celui du trébuchet, parce qu'il décrivait un plus grand arc de cercle, et qu'il était possible d'accélérer son mouvement.

## Origine du mot
La signification exacte du terme est discutée, et plusieurs interprétations ont été suggérées. Il pourrait s’agir du nom d’un contrepoids d’artillerie (trébuchets), probablement un contrepoids fixe, ou avec un type particulier de cadre,. Le terme arabe manajaniq vient du même mot, et s'applique à différents types de trébuchet. Il est également possible qu'il fasse référence à plusieurs types d’engins de siège, utilisés à d'autres époques ou en d’autres lieux, ou encore d’un terme général. Pour cet usage, voir trébuchet.
En langage moderne le terme mangonneau est souvent utilisé pour désigner une forme médiévale de l’onagre, mais il en existe peu de traces historiques. En ce sens, le mangonneau avait une précision plus faible que le trébuchet (qui a été introduit plus tard, peu de temps avant la découverte et l'utilisation à grande échelle de la poudre à canon). Le mangonneau lançait des projectiles sur une trajectoire plus basse et à une vitesse plus élevée que le trébuchet dans le but de détruire les murs, plutôt que d’envoyer des projectiles par-dessus les murailles. Il est davantage adapté aux champs de bataille qu’aux sièges.

## Histoire des machines de siège

### Antiquité
Les armes de siège comme la catapulte ou la baliste existent depuis l’antiquité, époque pendant laquelle une lignée d'ingénieurs et de mathématiciens a appliqué ses découvertes à des domaines très divers, dont celui du génie militaire. Denys l'Ancien, tyran de Syracuse, constitua, en 399 av. J.-C., une équipe d'ingénieurs pour concevoir de nouvelles armes. Parmi les savants grecs qui ont fait progresser ces techniques citons Pythagore et surtout Archimède, lequel montra, lors du siège de Syracuse par les Romains (215 av. J.-C.), l'étendue de son talent. Le Mozi, décrit également des trébuchets à traction, utilisé en Chine au IVe siècle avant notre ère par les Moïstes,.
Nous savons que Polyeidos de Thessalie, Diadès et Charias furent les concepteurs des engins des rois de Macédoine, Philippe et d'Alexandre, au IVe siècle av. J.-C. Ces machines de haute technologie, mal adaptées aux climats humides (déformation des arcs et des fibres de torsion), disparaissent sans doute définitivement avec l'Empire romain.

### Les Croisades
Pendant les Croisades, les Croisés ont dû entreprendre des opérations d'une grande ampleur et assiéger de grandes villes très peuplées et bien défendues comme Constantinople , Antioche ou Jérusalem.
Les Croisés découvrirent sur place des engins de guerre performants, très supérieurs aux leurs. D'après de nombreuses descriptions, ces machines étaient capables de projeter des boulets de pierre de 100 à 300 livres à plus de 100 toises (45 à 124 kg à 200 m). Le sire de Joinville, lors de la croisade d'Égypte (XIIIe siècle), note :
« Nos engins tiraient contre les leurs et les leurs contre les nôtres, mais jamais je n'ouïs dire que les nôtres fissent beaucoup... »
Vraisemblablement, les Sarrasins savaient appliquer les règles des calculs géométriques. Ce savoir-faire scientifique leur permit d'augmenter les performances de leurs machines en matière d'équilibre et de déplacement de poids énormes. Leur tradition scientifique, mathématique, géométrique tire son origine dans les travaux des savants grecs.[réf. nécessaire]
« En 1124, au siège de Tyr, l'artillerie de la défense, étant supérieure à celle des Croisés, ceux-ci firent chercher à Antioche un Arménien nommé Havédic, réputé dans la construction et le réglage des engins. Ils lui fournirent des « charpentiers, mériens et deniers tant qu'il voulut, et des machines aussi puissantes que précises purent ainsi être dressées. »
Dès lors, les Croisés, grâce à leurs « ensgeniors », s'emparent de ces secrets géométriques, permettant ainsi de régler leurs machines et les rapportent en Occident.
Une des raisons qui imposèrent les recherches nécessaires à la conception de machines nouvelles et plus puissantes résidait dans la transformation radicale des fortifications au début du Moyen Âge. À partir de l'an mille, en effet, les palissades et les donjons en bois sont remplacés par des forteresses construites en pierre pour mieux résister au feu.
Les progrès réalisés dans l'art de fortifier les places, la connaissance plus répandue de certains ouvrages militaires de l'Antiquité, le long conflit qui opposa pendant la guerre de Cent Ans les Capétiens et les Anglo-Normands, l'ampleur croissante des ressources dont disposaient ces rois, autant de facteurs qui amenèrent au XIIe siècle une renaissance de la poliorcétique et, de plus en plus, la conduite régulière d'un siège deviendra une opération savante et compliquée.
Lorsqu'on prévoyait que celui-ci sera long et compliqué, les assaillants procédaient à des installations considérables que l'on n'avait pas revues depuis les Romains. Des tentes et des baraques de bois servent à loger les troupes, le bétail, les chiens de chasse ou de guerre et de ce point de vue, le camp établi par les Croisés face à Ascalon en 1153 ou celui qu'Edouard III d'Angleterre dresse face à Calais en 1346 constituent des modèles du genre.
Les opérations militaires se déroulaient conformément au schéma donné à propos de la poliorcétique romaine. Pour investir la place, on construisait des palissades, des fossés, des terrassements renforcés par des redoutes de terre et de bois appelées bretèche, bastide, bastille et, depuis le XVe siècle, boulevard (du néerlandais « bolwerk », rempart, mur d'enceinte).
Souvent, les ressources manquaient pour établir des lignes continues et les effectifs pour les garnir faisaient également défaut. On se contentait alors de fortins plantés de distance en distance, ce qui évidemment ne permettait pas un blocus rigoureux. Lors du siège d'Orléans en 1429, Jeanne et ses compagnons purent s’introduire dans la place en passant sans grande difficulté entre les bastilles anglaises. Les travaux d'approche étaient réalisés avec des engins similaires à ceux des Romains. Pour écarter les défenseurs des créneaux, on plaçait des arbalétriers, des archers, des frondeurs sur des tours de bois revêtues de matériaux non combustibles ou de peaux humides afin que les assiégés ne puissent les incendier. Les archers ou les arbalétriers se postent derrière des mantelets sur roues, de petites dimensions. Les pionniers s'abritaient sous des ouvrages en solides madriers appelés chatte, truie, loup, etc.
Les machines de jet constituaient une véritable artillerie qui, comme celle des Romains, pouvait être utilisée soit pour un siège, soit en rase campagne. Ces armes lourdes demandaient la mise en œuvre de matériaux spécifiques et étaient souvent construites en temps de paix. Villes et armées s'équipaient et faisaient appel, pour concevoir ces engins et fortifications, à des ingénieurs passés maîtres dans cet art et qui gardaient jalousement le secret de leurs procédés, ce qui explique qu’on n’ait pas retrouvé de plans précis de ces machines.
La construction et le réglage de ces engins utilisent un principe géométrique assez sophistiqué qui semble avoir été ramené des expéditions au Moyen-Orient.

### Premières machines de jet
Les premières balistes de type mangonneau utilisent un contrepoids fixe. Celui-ci, dans le prolongement du mât, passe de l'horizontale à la verticale avec un déplacement irrégulier et brusque de la charge qui influe défavorablement sur la précision du tir.
Pour remédier à ce défaut, les « ensgeniors » de l'époque auront l’idée d’articuler le contrepoids pour avoir des machines plus précises. (Voir trébuchet)
Il semblerait que la première apparition des machines à balancier se fit dans l'armée hunnique d'Attila au Ve siècle, mais elles ne furent couramment utilisées que beaucoup plus tard.
Si l'on peut certifier l'origine médiévale de ces machines à contrepoids, il est plus difficile d'en définir le siècle d’apparition. Les orientaux, qui paraissent être les premiers inventeurs de ces engins à contrepoids, s'en servaient déjà avec avantage, dès le XIe siècle. La puissance et le degré de perfectionnement de certaines de ces machines peuvent être datés de la fin de la première croisade :
« ils consistent en une pièce mobile (ou verge) placée sur un échafaud et pivotant verticalement autour d'un axe qui partage la verge en deux branches d'inégale longueur. Lorsque la branche courte s'abaisse violemment, la branche longue se relève et entraîne une fronde chargée d'un projectile. [...] Il semble que la traction humaine fut la force que l'on employa en premier lieu pour obtenir l'abaissement de la branche courte de la verge ».
L'astuce du balancier consiste en une harmonisation des proportions géométriques à donner au balancier, au contrepoids et à la longueur des cordes.
La plus vieille mention connue du terme mangonneau provient d'Abbon qui décrit le siège de Paris en 886 et utilise le mot mangana.

## Utilisation
Le mangonneau tirait de lourds projectiles à partir d’une poche en forme de fronde fixée à l’extrémité d’un bras (la verge). La poche permettait de lancer davantage de pierres qu’une fronde, ce qui le différenciait de l’onagre. Au combat, le mangoneau lançait des pierres, et des engins incendiaires (des pots à feu, des vases remplis de matériaux inflammables qui projetaient une boule de feu au moment de l'impact), ou toute autre objet disponible pour l'attaque et la défense. Parmi les projectiles les plus insolites on comptait les cadavres, et les carcasses souvent en partie décomposées, d'animaux ou d’hommes, utilisés dans le but d’intimider, de démoraliser les assiégés et de propager des maladies parmi eux. Cette tactique s’est souvent révélée efficace. La pénurie de nourriture, souvent de mauvaise qualité ou avariée, combinée à l'exiguïté de l'espace vital pour les défenseurs, au manque d'hygiène, et aux infestations de vermine fournissait un scénario idéal pour la propagation des maladies. Il convient de noter, toutefois, que le rôle principal du mangonneau sur le champ de bataille, en particulier au Moyen Âge, était de détruire un château ou les murs et les infrastructures d’une ville, pas de tuer ou de démoraliser les troupes. Ses frappes puissantes mais imprévisibles, étaient mieux adaptées à la destruction des cibles de grande dimension et non mobiles telles que les bâtiments ou les murs.

## Description
Le centre de gravité de la verge était décalé en avant de l’axe de rotation (tourillon). À son extrémité inférieure le bras s’élargissait pour former un coffre en bois, la huche, contenant des poids sous forme de lingots de fer ou de plomb ou encore de pierres. C’est ce contrepoids qui était fixe, et non articulé avec la verge comme celui des engins plus évolués comme le trébuchet ou le couillard, dont le basculement vers l’avant donnait l’impulsion pour lancer les projectiles (principe du pendule).
Au départ le bras n’était pas vertical, comme celui du trébuchet, mais incliné vers l’avant (vers la cible) à cause de la position du contrepoids, situé en avant par rapport à l’arbre. Pour abaisser la verge, on se servait de deux roues, actionnées de l’intérieur par six hommes, fonctionnant selon le principe de la cage à écureuil et fixées à un treuil. Une corde reliée au treuil et passant par une poulie de renvoi permettait d’abaisser au sol le bras de l’engin, sans qu’il soit nécessaire de faire monter à son sommet un servant qui aurait été exposé aux tirs de l’ennemi. Lorsque la verge était abaissée, la position du contrepoids était telle que la verge était en équilibre instable, ce qui permettait de tendre la corde reliée à la fronde contenant le projectile et qui devait glisser dans une rigole située entre les deux poteaux verticaux supportant la verge du mangonneau. Cet équilibre, obtenu par le report des forces principales sur le tourillon, rendait plus efficace le tirage des hommes préposés au balancier, puisqu'au moment du décliquement, il devait y avoir une sorte d'indécision dans le mouvement de la verge et ce tirage ajoutait alors au poids du balancier un appoint puissant, nécessaire pour que la fronde fonctionnât convenablement.
Lorsqu’on relâchait le crochet situé à l’extrémité du bras, la verge entraînée par le poids de la huche décrivait un arc de cercle. Seize hommes placés à l’avant de l’engin précipitaient le mouvement en tirant sur des cordes attachées à la partie inférieure du contrepoids. Si le mouvement de traction était bien synchronisé avec le décliquement de la verge, l’arc de cercle décrit par le bras était beaucoup plus grand, ce qui augmentait la force de l’impulsion communiquée au projectile, à son départ.
Pour réarmer le bras, on descendait jusqu’au sol une corde par une poulie située à l’extrémité de la verge, pour y accrocher un anneau et un crochet. Cette manœuvre était commandée par un petit treuil fixé au bas du contrepoids et actionné par une manivelle. Lorsque le crochet qui permettrait d’amarrer les brides de la fronde était fixé à nouveau au sommet de la verge, celle-ci était abaissée par la force des hommes tournant dans les deux treuils en forme de cage à écureuil.

## Détail du fonctionnement de la fronde
Le projectile étant posé dans la poche de la fronde, les deux brides de cette fronde devant être égales en longueur, l'une, celle attachée à un anneau au bout du bras, est lâche, tandis que celle fixée au style est presque tendue.
La fronde devait être attachée de façon qu'une de ses branches pût quitter en temps opportun le style de l'engin, afin de laisser au projectile la liberté de s'échapper de la poche.
Si le mouvement de rotation de la verge était égal ou progressivement accéléré, il arriverait un moment où le projectile se trouverait dans le prolongement de la ligne de la verge (rayon) pour ne plus quitter cette ligne qu'au moment où la verge s'arrêterait. Mais il n'en est pas ainsi, grâce à la disposition du tourillon en dehors de la ligne de la verge, de la place du contrepoids en avant de l’axe, et du tirage des hommes pour accélérer le mouvement de rotation au moment du décliquement. Une force d'impulsion très violente est d'abord donnée à la verge, et par suite au projectile. Celui-ci, sous l'empire de cette force initiale, décrit sa courbe plus rapidement que la verge ne décrit son arc de cercle, d'autant que le mouvement de celle-ci se ralentit à mesure qu'elle approche de son apogée (principe du pendule). Dès lors, les brides de la fronde doivent faire un angle avec la verge, ce qui provoque la libération de la bride attachée au style. À ce moment-là l'étrier ne peut continuer à tourner autour de son axe et est arrêté par la largeur du bout de la verge. Ce blocage et la traction qui s’ensuit sur l’une des brides de la fronde entraîne un relâchement sur l’autre bride qui se libère du style. Le projectile qui n’est plus retenu dans l’axe du bras du mangonneau est projeté par la force centrifuge et décrit une trajectoire parabolique.
C'était donc les hommes placés à la base du contrepoids qui réglaient le tir, en appuyant plus ou moins sur les cordes de tirage. S'ils appuyaient fortement, la verge décrivait son arc de cercle avec plus de rapidité, la force centrifuge du projectile était plus grande, il dépassait plus tôt la ligne de prolongement de la verge, le bras mobile de la fronde se détachait plus tôt et le projectile s'élevait plus haut, mais parcourait un moins grand espace de terrain. Si, au contraire, les hommes du contrepoids appuyaient mollement sur les cordes de tirage, ou n'appuyaient pas du tout, le projectile était plus lent à dépasser la ligne de prolongement de la verge, le bras mobile de la fronde se détachait plus tard, et le projectile, n'abandonnant sa poche que lorsque celle-ci avait dépassé la verticale, s'élevait moins haut, mais parcourait un espace de terrain plus étendu. Ainsi le mérite d'un bon maître d'engin était, d'abord, de donner aux brides de la fronde la longueur voulue en raison du poids du projectile, puis de régler l'attache de ces deux brides, puis enfin de commander d'appuyer plus ou moins sur les cordes de tirage, suivant qu'il voulait envoyer son projectile plus haut ou plus loin.
Il y avait donc une différence notable entre le trébuchet et le mangonneau. Le trébuchet était un engin beaucoup moins docile que le mangonneau, mais il exigeait moins de pratique, puisque pour en régler le tir, il suffisait d'un homme qui sût attacher les brides de sous-tension de la fronde. Le mangonneau devait être dirigé par un ingénieur habile, et servi par des hommes au fait de la manœuvre, sinon, il était dangereux pour ceux qui l'employaient. Il est, en effet, quelquefois question de mangonneaux qui blessent et tuent leurs servants :  Une fausse manœuvre, un tirage exercé mal à propos sur les cordes du contrepoids, alors que celui-ci avait déjà fait une partie de sa révolution, pouvaient faire décrocher la bride de la fronde trop tard et projeter la pierre sur les servants placés à la partie antérieure de l'engin.
Ces batteries d'engins à contrepoids, qui nuit et jour envoyaient sans trêve des projectiles dans les camps ou les villes ennemis, causant de si terribles dommages qu'il fallait venir à composition, n'étaient donc pas de simples engins comme ceux que l'on nous montre habituellement dans les ouvrages sur l'art militaire du Moyen Âge. Les projectiles étaient de diverses sortes : boulets de pierre, paquets de cailloux, amas de charognes, matières incendiaires, etc.

## Performances
Le Mangonneau à roues de carrier possède les caractéristiques suivantes :
Époque : XIIe - XVe siècle
Portée : 150 m
Boulets : jusqu'à 100 kg
Cadence de tir faible : 2 tirs par heure
Servants : 12 en plus des artisans
Engin à contrepoids fixe, nommé par Gilles de Rome « trabatium ».
Les premières machines de jet ne sont pas très bien équilibrées. Les ingénieurs n'ont pas encore compris les avantages du poids articulé qui équipera plus tard les trébuchets. Aussi, faut-il, pour rabattre le mât, des efforts considérables, nécessitant un treuil entraîné par de grandes roues : celles-ci sont actionnées par des hommes soit de l'intérieur, soit de l'extérieur.
L'appellation « carrier » provient du fait que ces treuils à roues, connues depuis l'Antiquité, équipaient notamment les carrières de pierre.
Le mangonneau possède un contrepoids fixe de plusieurs tonnes. Des cordes sont parfois ajoutées pour donner plus de rapidité au mouvement et permettre un meilleur décrochement de la fronde.
Il faut un important système de poulies et de treuil pour le réarmer et sa cadence n'excédait pas deux à trois tirs à l'heure. Ces machines présentent un gros défaut: la masse de terre ou de pierre contenue dans la huche du contrepoids finit toujours par se déplacer, provoquant des à coups et des vibrations. Ces effets sont néfastes pour la charpente et nuisent à la précision de tir.
Cette machine sera utilisée jusqu'au XVe siècle. L'inventaire de l'artillerie du prince de Savoie, en 1433-1437, nous livre le détail des pièces qui constituent la machine dite « la Ruine ». Dans cet inventaire, Pierre Masuerieus, chef des pièces d'artillerie du seigneur, précise que :
« le dit engin a et possède 2 colonnes pour les roues nécessaires au même engin [...], de même 48 barres pour faire tourner les dites roues [...], de même une grande colonne de 28 pieds de long [...], de même 2 soles ou traves chacune de 32 pieds de long [...], de même pour le dit engin 2 arches ou arcades dans lesquelles on pose les pierres... ».

## Évolution des armes de siège
Le mangonneau utilise un contrepoids fixe. Celui-ci, dans le prolongement du mât, passe de l'horizontale à la verticale avec un déplacement irrégulier et brusque de la charge et la masse de terre ou de pierre contenue dans la huche du contrepoids finit toujours par se déplacer, provoquant des à coups et des vibrations, ce qui influe défavorablement sur la précision du tir.
Pour remédier à ce défaut, les « ensgeniors » de l'époque ont articulé le contrepoids, appelé aussi huche, qui peut contenir jusqu'à 10 tonnes de terre ou de pierres. Cette machine nommée trébuchet lance des boulets de pierre d'une centaine de kilos à plus de 200 m avec beaucoup plus de précision. Mais il s'agit de machines énormes, difficiles à déplacer et nécessitant une main-d'œuvre excessive puisque des chroniqueurs parlent d'environ 120 hommes pour un engin.
La machine à contrepoids la plus perfectionnée sera le couillard. Ses deux huches (ou bourses) articulées facilitent la manutention de l'engin en divisant par deux les charges à manier. La construction s'en trouve simplifiée, puisqu'un seul poteau suffit. Celui-ci est parfois solidement planté dans le sol ou, plus souvent, sur un châssis en bois. Les contrepoids des premiers couillards étaient des grands sacs en cuir remplis de terre. Plus tard, ils furent remplacés par des huches en bois et en fer riveté remplies de métal. Leur masse variait de 1,5 à 3 tonnes. Les performances de cette machine sont inférieures à celles du trébuchet mais sa cadence de tir, cinq à six fois supérieure, avec une équipe très réduite, lui a permis pendant longtemps de concurrencer l'artillerie à poudre.
Un des engins, servi par une simple équipe de quatre hommes, a projeté des boulets de pierre de 35 kg à 180 m à une cadence de dix tirs à l'heure ! On imagine aisément les ravages que pouvait provoquer un tel engin fonctionnant jour et nuit.
Quant à son étymologie, Napoléon III remarqua déjà qu'un seul coup d'œil sur sa silhouette suffisait à la comprendre !
Ces machines sont utilisées jusqu'au XVIe siècle alors que l'artillerie à poudre a fait son apparition au siège de La Réole au début de la guerre de Cent Ans entre Anglais et Français en 1324.
Mais si les balistes continuent d'avoir les faveurs des chefs de guerre pendant encore deux siècles, c'est que la mauvaise maîtrise de la poudre rend la précision et la cadence très aléatoires. Des résidus de poudre incandescents restent dans le tube, demandant une attente d'une heure entre chaque chargement. De plus, la poudre est très chère. Le couillard, lui, avec une équipe entraînée, peut faire dix tirs à l'heure et avec une main-d'œuvre réduite.
Léonard de Vinci vantera encore à François Ier ces magnifiques engins puis ceux-ci tomberont dans l'oubli jusqu'à ce que Napoléon III, passionné par le Moyen Âge, tente la reconstitution de l'une d'elles en 1851.
Ce fut le début d'une longue recherche qui a trouvé son apogée de nos jours grâce à des passionnés de tous horizons et qui a abouti à la reconstitution de machines aux performances similaires à celles du Moyen Âge, comme au château de Castelnaud en Dordogne.
Les machines statiques telles que les machines à balancier et à ressort servaient à percer, à briser ou à ébranler les constructions.
Les machines d'approche telles que les tonnelons, beffrois, tours en bois. Ces engins pouvaient ainsi nuire aux défenseurs en permettant l'approche des murailles.
Les plus intéressantes et les plus méconnues restent les machines à balancier.

## Galerie

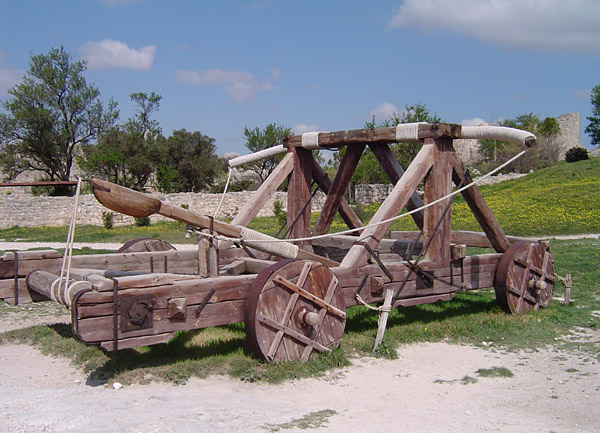
Catapulte
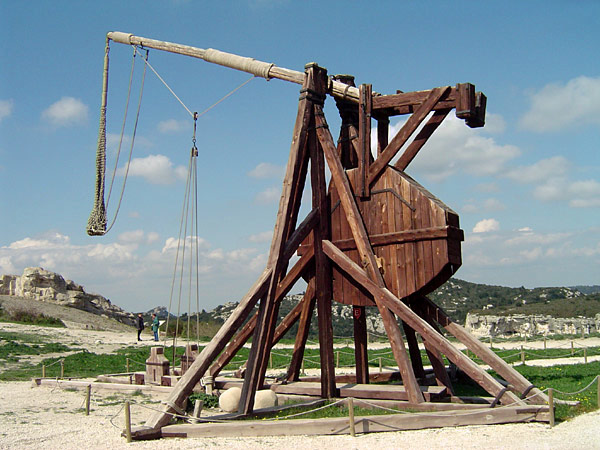
Trébuchet
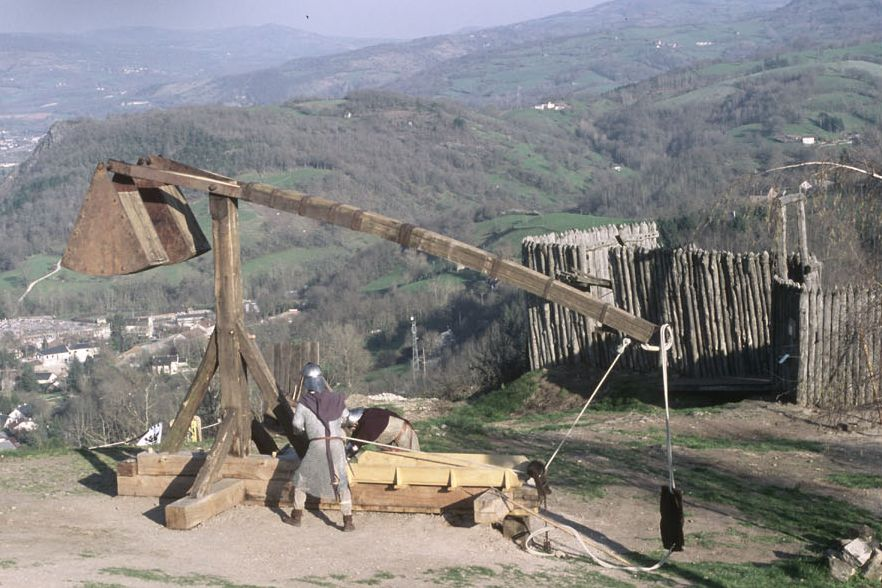
Couillard